# Dariusz Paczkowski
Dariusz Paczkowski (ur. 1971 w Grudziądzu) – polski działacz społeczny, założyciel i były współpracownik wielu organizacji pozarządowych, grafficiarz, performer, animator życia kulturalnego, koordynator ogólnopolskich akcji na rzecz demokracji i praw człowieka, LGBT i ekologii oraz praw zwierząt i przeciwko szczepieniom dzieci. Obecnie współprezes Fundacji Klamra, były działacz organizacji: Front Wyzwolenia Zwierząt, Grupa Trzecia Fala, Fundacja Inna Przestrzeń, Fundacja Ekologiczna ARKA oraz Klub Gaja.

## Działalność społeczna

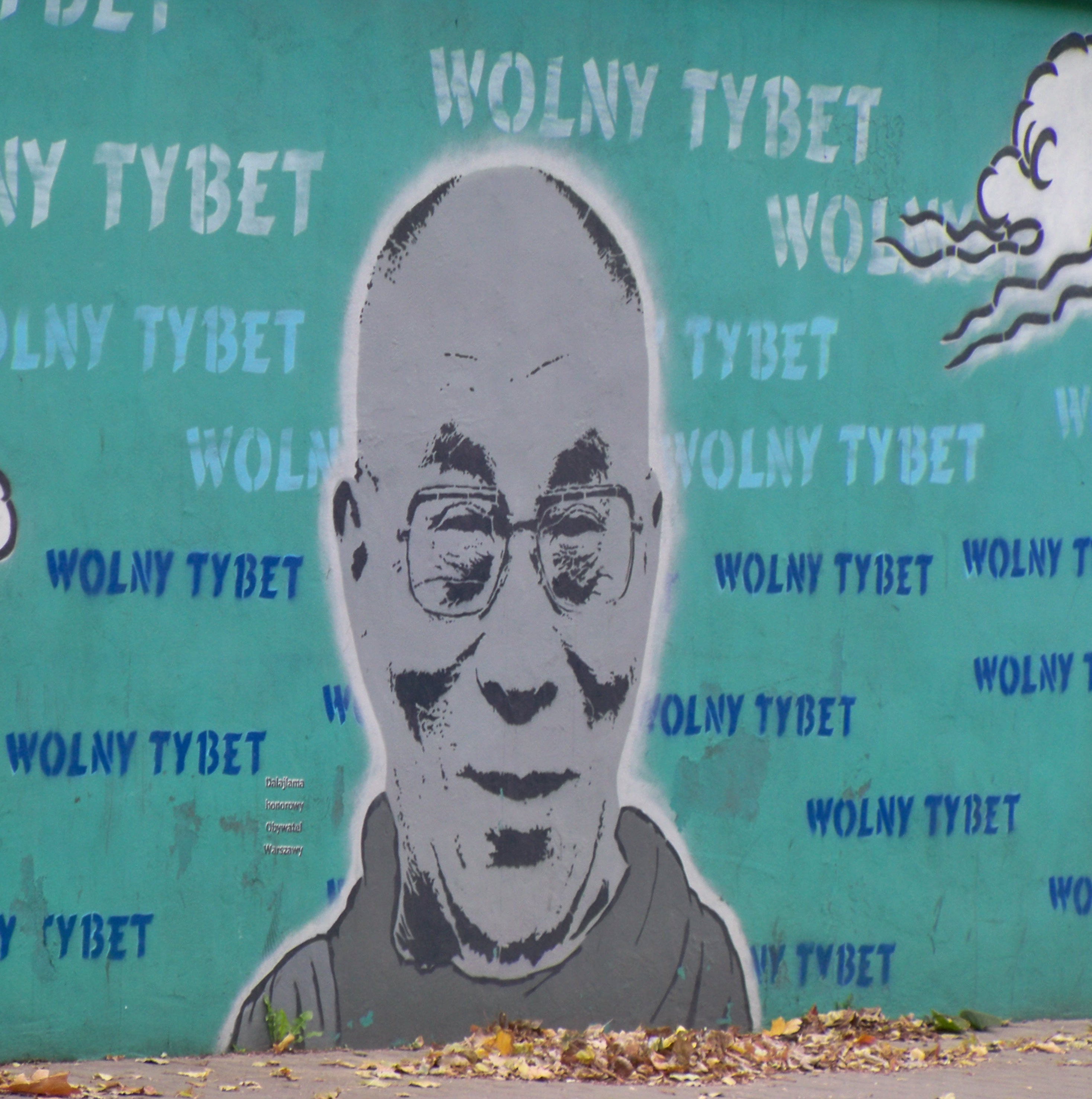
Mural JŚ Dalajlama, honorowy obywatel Warszawy współtworzony przez Dariusza Paczkowskiego na rondzie Tybetu w Warszawie

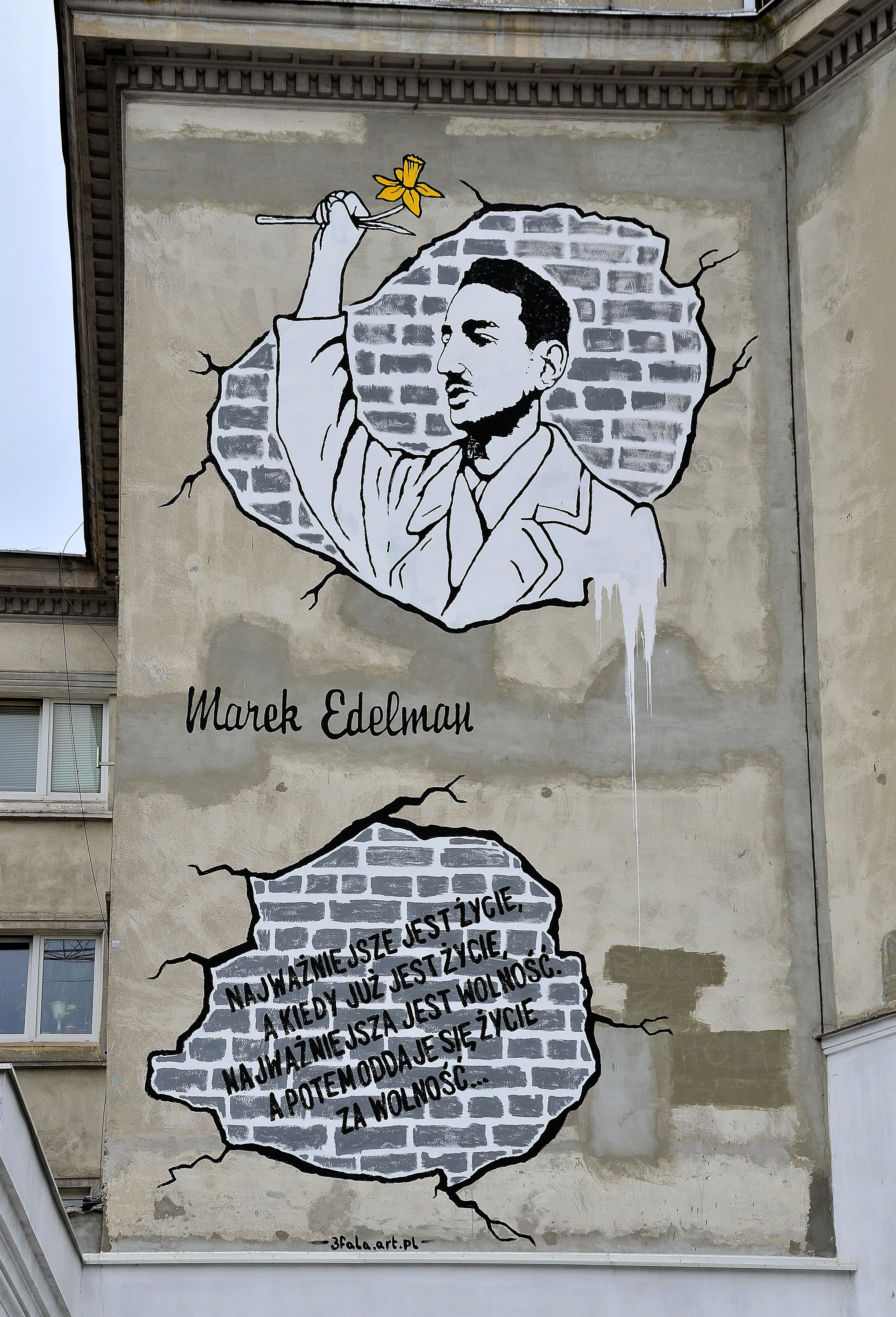
Mural upamiętniający Marka Edelmana, odsłonięty w ramach obchodów 70. rocznicy powstania w getcie warszawskim na budynku przy ul. Nowolipki 9b (obecnie nieistniejący)

Od 1987 tworzy zaangażowany społecznie przekaz artystyczny, m.in. graffiti i street art. W 1988 w Grudziądzu, na wzór Animal Liberation Front, założył Front Wyzwolenia Zwierząt (FWZ), odżegnując się jednak od stosowania przemocy i prowadzenia akcji bezpośrednich w rodzaju ALF. W 1996 roku podczas zjazdu FWZ w Funce (pow. chojnicki) mimo sprzeciwu części uczestników tego ruchu zadeklarował się jako jego ogólnopolski lider, co przyczyniło się do konfliktu i rozpadu FWZ.
W 1992 był przejściowo jedną z osób, które działały pod szyldem Grupy Anty-Nazistowskiej (GAN), założonej przez Marcina Kornaka, od 1996 oficjalnie reprezentowanej przez Stowarzyszenie Nigdy Więcej. W późniejszych latach Stowarzyszenie Nigdy Więcej publicznie dystansowało się od jego działań. W 1998 w Bielsku-Białej utworzył grupę artystyczną Trzecia Fala.
W 2003 uczestnik Festiwalu Komunikacji Społecznej, zorganizowanego przez Fundację Komunikacji Społecznej.
Koordynator ogólnopolskich akcji na rzecz demokracji i praw człowieka, m.in. Dnia Solidarności z Tybetem i Dnia Solidarności z Ofiarami Rasizmu. Współpracownik Fundacji Ekologicznej ARKA i były współpracownik Klubu Gaja (z którego został zwolniony w 2008 roku).
Prezes Fundacji Klamra, do 2014 roku współprezesem była ówczesna żona Karina Paczkowska, wspólnie działali przeciwko szczepieniom dzieci na choroby zakaźne.
Uczestnik IX Spotkań Artystycznych „Pszczyna Street Art 2009” przy Pszczyńskim Centrum Kultury.
W 2010 nagrodzony przez Centrum Aktywności Lokalnej w Konkursie im. Heleny Radlińskiej dla Animatorów Społecznych.
Wykładowca Młodzieżowej Akademii Filmowej przy Małopolskim Centrum Kultury Sokół w Nowym Sączu.
Od 2014 roku projektował i malował murale upamiętniające działalność żołnierzy wyklętych, np. w Krakowie na zamówienie finansowane ze środków publicznych oraz w Żywcu z inicjatywy Fundacji Klamra.
5 października 2018 wraz z Barbarą Poniatowską wziął udział w teleturnieju emitowanym przez TVP1 pt. „The Wall. Wygraj marzenia”, w którym wygrał nagrodę finansową w wysokości 239 916 zł.
18 maja 2024 roku w czasie III edycji festiwalu World Urban Art i Europejskiej Nocy Muzeów w Bibliotece Uniwersytetu Kazimierza Wielkiego w Bydgoszczy odbył się performance artystyczny Andrzeja Dudka-Dürera i J.Pijarowskiego zatytułowany:"Face 2 Face"oraz wernisaż 30 prac Dariusza Paczkowskiego (3Fala). 